# موز بورنيوني
موز بورنيوني (الاسم العلمي: Musa borneensis) هو نوع من النباتات يتبع جنس الموز من فصيلة الموزية.